# 괴물 나무꾼
《괴물 나무꾼》(일본어: 怪物の木こり)은 2023년에 개봉한 일본의 범죄, 스릴러, 미스터리 영화이다.

## 출연진

### 주연
- 카메나시 카즈야 - 니노미야 아키라 역
- 나나오 - 토시로 란코 역
- 요시오카 리호 - 하스미 에미 역

### 조연
- 미노스케
- 호리베 케이스케
- 시부카와 키요히코
- 소메타니 쇼타
- 나카무라 시도